# Standard du blues
Un standard du blues, comme un standard du jazz, est une chanson ayant acquis une notoriété certaine. C'est un morceau de blues parmi les plus connus et les plus interprétés par différents artistes. Les standards du blues proviennent de divers styles et époques, tels que le blues traditionnel, le ragtime, le delta blues, ainsi que les styles urbains de Chicago et de la côte ouest. Beaucoup sont également interprétées dans des styles autres que les originaux, notamment le jazz, le rhythm and blues et le rock 'n' roll.
Au cours de son histoire, l'orthographe, la syntaxe et même les titres complets d'une chanson peuvent différer d'une version à une autre. Les plus connus sont utilisés ici.

## Exemples de standards du blues
Cette liste non exhaustive  regroupe quelques-uns des morceaux les plus connus du blues :
| Titre                                                      | Auteur(s)                                        | Premier interprète (connu)            | Année | Popularisé par                              | Année |
| ---------------------------------------------------------- | ------------------------------------------------ | ------------------------------------- | ----- | ------------------------------------------- | ----- |
| Ain't Nobody's Business                                    | Everett Robbins, Porter Grainger                 | Anna Meyers and Original Memphis Five | 1922  | Bessie Smith                                | 1923  |
| Baby, Please Don't Go                                      | Big Joe Williams                                 | Big Joe Williams                      | 1935  | Big Joe Williams et Sonny Boy Williamson II | 1945  |
| Back Door Man                                              | Willie Dixon                                     | Howlin' Wolf                          | 1961  | The Doors                                   | 1967  |
| Black Angel Blues ou Sweet Little Angel                    | Lucille Bogan                                    | Lucille Bogan                         | 1930  | B. B. King                                  | 1956  |
| Boogie Chillen                                             | Bernard Besman, John Lee Hooker                  | John Lee Hooker                       | 1948  | John Lee Hooker                             |       |
| Boom Boom                                                  | John Lee Hooker                                  | John Lee Hooker                       | 1962  | John Lee Hooker                             |       |
| Boom Boom Out Goes the Light                               | Stan Lewis                                       | Little Walter                         | 1957  | Little Walter                               |       |
| Born Under a Bad Sign                                      | Booker T. Jones, William Bell                    | Albert King                           | 1967  | Albert King / Cream                         |       |
| Careless Love                                              | trad. / W. C. Handy                              | « Visiting Singer »                   | 1911  | Bessie Smith                                | 1925  |
| Catfish Blues (ou Rollin' Stone)                           | Robert Petway                                    | Robert Petway                         | 1941  | Muddy Waters                                | 1950  |
| Cross Road Blues                                           | Robert Johnson                                   | Robert Johnson                        | 1937  | Cream                                       | 1969  |
| Death Letter                                               | James McCoy, Son House                           | Son House                             | 1931  | Son House                                   |       |
| Don't Start Me to Talkin'                                  | Sonny Boy Williamson II                          | Sonny Boy Williamson II               | 1955  | Sonny Boy Williamson II                     |       |
| (I Believe I'll) Dust My Broom                             | Robert Johnson                                   | Robert Johnson                        | 1937  | Elmore James                                | 1951  |
| Driftin' Blues                                             | Charles Brown, Johnny Moore, Eddie Williams      | Johnny Moore's Three Blazers          | 1945  | Charles Brown                               |       |
| Early in the Morning (ou Soon This Morning Blues)          | Charlie Spand                                    | Charlie Spand                         | 1929  | Sonny Boy Williamson I                      | 1937  |
| Every Day I Have the Blues                                 | Aaron « Pinetop » Sparks, Milton Sparks          | Pinetop Sparks                        | 1935  | Memphis Slim                                | 1949  |
| Evenin'                                                    | Mitchell Parish, Harry White                     | Cab Calloway                          | 1934  | T-Bone Walker                               | 1945  |
| Evil Gal Blues (ou Evil Man's Blues)                       | Lionel Hampton, Leonard Feather                  | Hot Lips Page                         | 1941  | Dinah Washington                            | 1944  |
| Five Long Years                                            | Eddie Boyd                                       | Eddie Boyd                            | 1952  | Eddie Boyd                                  |       |
| Frankie and Johnny                                         | Hughie Cannon                                    | Hughie Cannon                         | 1904  | Mississippi John Hurt                       | 1928  |
| Good Morning Little Schoolgirl                             | Sonny Boy Williamson I                           | Sonny Boy Williamson I                | 1937  | Sonny Boy Williamson I                      |       |
| Goodnight, Irene                                           | Leadbetter, John Lomax                           | Leadbelly                             | 1933  | The Weavers                                 | 1950  |
| Got My Mojo Working                                        | Preston Foster                                   | Ann Cole                              | 1956  | Muddy Waters                                | 1957  |
| Have You Ever Loved a Woman                                | Billy Myles                                      | Freddie King                          | 1960  | Freddie King                                |       |
| Hide Away                                                  | Freddie King, Sonny Thompson                     | Freddie King                          | 1961  | Freddie King                                |       |
| (I'm Your) Hoochie Coochie Man                             | Willie Dixon                                     | Muddy Waters                          | 1954  | Muddy Waters                                |       |
| How Long, How Long Blues                                   | Ida Cox                                          | Ida Cox                               | 1926  | Leroy Carr                                  | 1928  |
| Hush Hush                                                  | Jimmy Reed                                       | Jimmy Reed                            | 1960  | Jimmy Reed                                  |       |
| I Can't Quit You Baby                                      | Willie Dixon                                     | Otis Rush                             | 1956  | Led Zeppelin                                | 1969  |
| I Just Want to Make Love to You                            | Willie Dixon                                     | Muddy Waters                          | 1954  | Etta James                                  | 1960  |
| I'm a Man                                                  | Ellas Mc Daniel (Bo Diddley)                     | Bo Diddley                            | 1955  | Bo Diddley                                  |       |
| I'm Ready                                                  | Willie Dixon                                     | Muddy Waters                          | 1954  | Muddy Waters                                |       |
| I Put a Spell on You                                       | Screamin' Jay Hawkins                            | Screamin' Jay Hawkins                 | 1956  | Screamin' Jay Hawkins                       |       |
| It Hurts Me Too                                            | Hudson Whittaker (Tampa Red)                     | Tampa Red                             | 1941  | Elmore James                                | 1956  |
| Juke                                                       | Little Walter                                    | Little Walter                         | 1952  | Little Walter                               |       |
| Key to the Highway                                         | Charles Segar, Big Bill Broonzy                  | Charlie Segar                         | 1940  | Big Bill Broonzy                            | 1940  |
| Killing Floor                                              | Chester Burnett (Howlin' Wolf)                   | Howlin' Wolf                          | 1966  | Howlin' Wolf                                |       |
| Let the Good Times Roll                                    | Spo-De-Ode (Sam Theard), Fleecie Moore           | Louis Jordan                          | 1946  | Louis Jordan                                |       |
| Little Red Rooster                                         | Willie Dixon                                     | Howlin' Wolf                          | 1961  | Howlin' Wolf                                |       |
| Mannish Boy                                                | McKinley Morganfield, Mel London, Ellas McDaniel | Muddy Waters                          | 1955  | Muddy Waters                                |       |
| Match Box blues                                            | Blind Lemon Jefferson                            | Blind Lemon Jefferson                 | 1927  | Carl Perkins                                | 1957  |
| Mean Old World                                             | T-Bone Walker                                    | T-Bone Walker                         | 1942  | Little Walter                               | 1952  |
| My Babe                                                    | Willie Dixon                                     | Little Walter                         | 1955  | Little Walter                               |       |
| Nobody Knows You When You're Down and Out                  | Jimmy Cox                                        | Bessie Smith                          | 1923  | Bessie Smith                                |       |
| One Bourbon, One Scotch, One Beer                          | Rudy Toombs                                      | Amos Milburn                          | 1953  | John Lee Hooker                             |       |
| Reconsider Baby                                            | Lowell Fulson                                    | Lowell Fulson                         | 1954  | Lowell Fulson                               |       |
| Red House                                                  | Jimi Hendrix                                     | Jimi Hendrix                          | 1967  | Jimi Hendrix                                |       |
| Rock Me Baby (ou Rockin' Chair Blues, Rockin' and Rollin') | Big Bill Broonzy                                 | Big Bill Broonzy                      | 1940  | B.B. King                                   | 1964  |
| Rollin' and Tumblin'                                       | Hambone Willie Newbern                           | Hambone Willie Newbern                | 1929  | Muddy Waters                                | 1950  |
| See See Rider (ou C.C. Rider)                              | Ma Rainey, Lena Arent                            | Ma Rainey Georgia Jazz Band           | 1924  | Chuck Willis                                | 1957  |
| Sitting on Top of the World                                | Walter Vinson, Lonnie Chatmon                    | Mississippi Sheiks                    | 1930  | Howlin' Wolf                                | 1957  |
| Smokestack Lightning                                       | Chester Burnett (Howlin' Wolf)                   | Howlin' Wolf                          | 1956  | Howlin' Wolf                                |       |
| Spoonful                                                   | Willie Dixon                                     | Howlin' Wolf                          | 1961  | Howlin' Wolf                                |       |
| St. Louis Blues                                            | W.C.Handy                                        | Prince Orchestra                      | 1916  | Bessie Smith, avec Louis Armstrong          | 1925  |
| Stagger Lee (ou Stack-a-Lee, Stack O' Lee blues...)        | trad.                                            | Prof. Charlie Lee, the piano thumper  | 1897  | Lloyd Price                                 | 1958  |
| (They Call It) Stormy Monday                               | T-Bone Walker                                    | T-Bone Walker                         | 1947  | Bobby Blue Bland                            | 1961  |
| Sweet Home Chicago                                         | Robert Johnson                                   | Robert Johnson                        | 1936  | Robert Johnson                              |       |
| Sweet Sixteen                                              | Ahmet Ertegün                                    | Big Joe Turner                        | 1952  | B. B. King                                  | 1959  |
| T-Bone Shuffle                                             | T-Bone Walker                                    | T-Bone Walker                         | 1955  | T-Bone Walker                               |       |
| The Sky Is Crying                                          | Elmore James                                     | Elmore James                          | 1960  | Elmore James                                |       |
| The Things That I Used to Do                               | Guitar Slim                                      | Guitar Slim                           | 1954  | Guitar Slim                                 |       |
| Traveling Riverside Blues                                  | Robert Johnson                                   | Robert Johnson                        | 1937  | Robert Johnson                              |       |
| Walkin' Blues (ou My Back Mama)                            | Son House                                        | Son House                             | 1930  | Robert Johnson                              | 1936  |
| Walking By Myself                                          | J. A. Lane                                       | Jimmy Rogers                          | 1954  | Gary Moore                                  | 1990  |
| Worried Life Blues                                         | Maceo Merriweather                               | Big Maceo                             | 1941  | Big Bill Broonzy                            |       |